# Song for America
Song for America ist das zweite Studioalbum der US-amerikanischen Progressive-Rockband Kansas. Es wurde im Februar 1975 veröffentlicht und 2004 remastert auf CD wieder aufgelegt.
Der 10-minütige Titeltrack wurde für die Singleauskopplung auf drei Minuten gekürzt. 2004 erschien dieses Stück als Bonustrack auf der neu gemasterten CD mit verbessertem Sound sowie erweiterten Liner Notes, seltenen Fotos und einer Live-Version von Down the Road.

## Rezeption
AllMusic lobte in einer rückblickenden Rezension die „intensive Energie“ der kürzeren Stücke des Albums und merkt an, dass die längeren Lieder zu viel aktives Zuhören erfordern, um geschätzt werden zu können, und dass das Album eine gute Aufnahme für eine Gruppe dieses Genres sei.
Der für das Webzine Sea of Tranquility schreibende Steve Pettengill beschreibt das Album als „vollwertiges Symphonic-Rock-Album ohne die auf späteren Alben aufkommenden stadionfüllenden Songs. Mit vier langen, komplizierten Stücken und zwei sehr amerikanisch angehauchten Stücken zeigt Kansas mit dem zweiten Album auf sehr bewundernswerte Weise die für die Band charakteristische Dualität als Progger und Rocker.“
Mit rund 250.000 verkauften Einheiten in den ersten Monaten nach der Veröffentlichung erreichte das Album im Februar 1975 Platz 57 der Billboard-Album-Charts. Die ersten drei Albumveröffentlichungen von Kansas, Kansas (1974), Song for America sowie Masque von 1975, profitierten im Nachhinein von den Platin-Erfolgen des vierten Albums Leftoverture von 1976 und Point of Know Return von 1977, von denen sich Berichten zufolge im Januar 1978 zwischen 300.000 und 400.000 Einheiten verkauften, Song for America wurde im Juni 1980 mit 500.000 Einheiten von der Recording Industry Association of America mit Gold ausgezeichnet.

## Titelliste

### Seite 1
1. Down the Road – 3:43
2. Song for America – 10:03
3. Lamplight Symphony – 8:17

### Seite 2
1. Lonely Street – 5:43
2. The Devil Game – 5:04
3. Incomudro – Hymn to the Atman – 12:11

### Bonus-Titel 2004
1. Song for America (Singleversion) – 3:02
2. Down the Road (Live im Agora Ballroom, Cleveland, Ohio, 1975) – 3:53

### Bonus-Titel der japanischenBlu-spec CDAusgabe von 2011
1. Incomudro - Hymn to the Atman (Live) – 16:10

## Besetzung

### Band
- Steve Walsh – Orgel, ARP-Synthesizer, Moog-Synthesizer, Gesang (außer Down the Road), Begleitgesang auf Down the Road und Lonely Street, Piano auf Down the Road
- Kerry Livgren – E-Gitarre, Rhythmusgitarre (außer Song for America und Lamplight Symphony), Moog- und ARP-Synthesizer, ARP Solina String Ensemble, Piano (außer Down the Road)
- Robby Steinhardt – Violine, Begleitgesang, Gesang (auf Down the Road)
- Rich Williams – E-Gitarre, Akustische Gitarre, Rhythmusgitarre
- Dave Hope – Bassgitarre
- Phil Ehart – Schlagzeug, Glockenspiel (auf Song for America), Moog-Schlagzeug und Gong (auf Incomudro – Hymn to the Atman)

### Produktion
- Jeff Glixman – Produktion,  Produktion der Remastered Edition
- Wally Gold – Produktion
- Peter Granet – Toningenieur
- Tom Rabstenek – Mastering
- Ed Lee – Artdirector
- Peter Lloyd – Titelzeichnung
- Jeff Magid – Produktion der Remastered Edition